# Ufaneftekhim
Ufaneftekhim est une compagnie pétrolière russe qui fait partie de l'indice RTS.